# Louis III de Mailly-Nesle

Stemma De Mailly

Louis III de Mailly-Nesle Mailly-Nesle (27 febbraio 1689 – 7 settembre 1767) è stato un militare e nobile francese.

## Biografia
Figlio postumo di Louis II de Mailly, marchese de Nesle e colonnello del reggimento del principe di Condé, suo padre morì il 18 novembre 1688 all'assedio di Filisburgo. Sua madre era Marie de Coligny-Saligny, figlia del generale Jean de Coligny-Saligny. Sua sorella maggiore fu Charlotte de Mailly-Nesle (1688-1769), sposata a Parigi nel 1711 con il principe Emmanuele Ignazio di Nassau-Siegen.
Sull'esempio di suo padre, Louis III prestò servizio nell'esercito reale francese come capitano della gendarmeria.
Venne ferito nella battaglia di Ramillies, presenziando poi alla battaglia di Oudenarde, alla battaglia di Malplaquet ed alla battaglia di Denain, nonché agli assedi di Marchiennes, Douai, Bouchain.
Nel 1717, Filippo II di Borbone-Orléans, reggente di Francia per conto del giovane Luigi XV, gli ordinò di accogliere lo zar Pietro I di Russia in visita in Francia a Calais, e di condurlo a Versailles. Lungo la strada, Louis III ebbe modo di ospitare lo zar durante la notte dal 5 al 6 maggio 1717 nel suo castello di Montcavrel, vicino a Montreuil-sur-Mer.
Nel 1724 venne nominato cavaliere dell'Ordine dello Spirito Santo.
A Parigi, risiedeva nell'hotel de Mailly-Nesle.

## Matrimonio e figli
Il 2 aprile 1709 sposò a Parigi la duchessa Armande Félice de La Porte Mazarin, figlia di Paul-Jules de La Porte-Mazarin, duca di La Meilleraye e di Mazarin, e di sua moglie Charlotte Félicie Armande de Durfort-Duras. Era nipote di Ortensia Mancini e pronipote del cardinale Giulio Mazzarino. La coppia ebbe insieme i seguenti figli:
- Louise Julie (16 marzo 1710 - 30 marzo 1751), contessa di Mailly. Nel 1726 sposò Louis-Alexandre, conte di Mailly, primo cugino di suo padre. Divenne amante di Luigi XV nel 1733, favorita nel 1736, poi soppiantata nel 1739 dalla sorella Pauline. Tornò in grazia nel 1741, ma fu licenziata dalla corte nel 1742 su richiesta di sua sorella Marie-Anne.
- Pauline Félicité (1712 - 1741), contessa di Vintimille. Fu amante di Luigi XV, dal quale ebbe anche figlio, Charles de Vintimille, detto "Demi-Louis". Nel 1739 sposò Jean-Baptiste, conte di Vintimille (1720-1777);
- Diane-Adélaïde (13 gennaio 1714 - 30 novembre 1769), duchessa di Lauraguais. Sposò Luigi II de Brancas duca di Villars e Lauraguais
- Hortense-Félicité (11 febbraio 1715 - 1799), marchesa di Flavacourt. Fu l'unica delle sorelle Mailly a non condividere il letto di Luigi XV. Nel 1739 sposò François-Marie de Fouilleuse, marchese de Flavacourt
- Marie-Anne (5 ottobre 1717 - 8 dicembre 1744), marchesa de La Tournelle poi duchessa di Châteauroux

| Controllo di autorità | VIAF (EN) 187604650 · ISNI (EN) 0000 0003 5768 7475 |